# Actinodontidae
Actinodontidae es una familia de temnospóndilos pertenecientes a la superfamilia Archegosauroidea, viviendo durante el período Pérmico.